# Soledad (Kolumbien)
Soledad ist eine kolumbianische Gemeinde (Municipio) am Río Magdalena im Departamento Atlántico. Soledad schließt direkt südlich an Barranquilla an und ist Teil der Metropolregion Barranquilla.

## Geographie
Soledad liegt 30 km flussaufwärts der Mündung des Río Magdalena in das Karibische Meer. Sie grenzt im Norden an Barranquilla, wobei der Bach Don Juan die Grenze bildet, im Süden an Malambo, im Osten an Sitionuevo im Departamento Magdalena, von dem es durch den Río Magdalena getrennt ist, und im Westen an Galapa.

## Bevölkerung
Die Gemeinde Soledad hat 685.106 Einwohner, von denen 684.209 im städtischen Teil (cabecera municipal) der Gemeinde leben. Soledad ist die Gemeinde mit dem stärksten Bevölkerungswachstum in Kolumbien, 2005 betrug die Einwohnerzahl erst 461.603. In der Metropolregion Barranquilla leben insgesamt 2.265.674 Menschen (Stand: 2022).

## Geschichte
Die Geschichte von Soledad geht auf das Jahr 1598 zurück, als Antonio Moreno Estupiñán dort eine indigene Siedlung gründen ließ, die als La Porquera de San Antonio bekannt wurde. 1743 wurde die erste Kirchengemeinde gegründet. Den Status einer Villa erhielt der Ort 1813 als Soledad de Colombia. 1824 wurde Soledad zum Sitz des dritten Kantons der damaligen Provinz Cartagena.
Soledad rühmt sich, 1830 für einen Monat Aufenthaltsort des erkrankten Simón Bolívar gewesen zu sein. In einem der kolumbianischen Bürgerkriege des 19. Jahrhunderts wurde Soledad 1859 Schauplatz einer Schlacht zwischen Liberalen und Konservativen.

## Wirtschaft

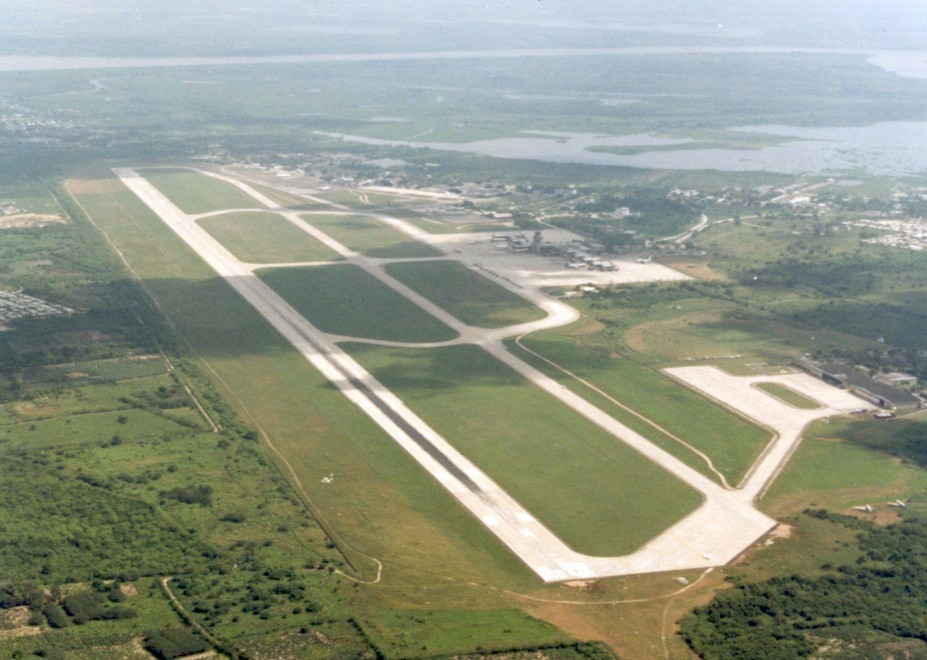
Aeropuerto Internacional Ernesto Cortissoz

In Soledad ist eine große Anzahl von Industrien ansässig, insbesondere pharmazeutische und energieerzeugende Industrie. Einer der bedeutendsten Wirtschaftsfaktoren der Gemeinde ist der Flughafen Barranquilla.

## Söhne und Töchter der Stadt
- Pacho Galán (1904–1988), Komponist
- Henry Zambrano (* 1973), Fußballspieler